# Прапор Ніжина
Прапор міста Ніжина — один із символів міста, що відображає історичні, культурні, духовні та інші особливості і традиції міста. Прапор затверджений рішенням VIII сесії міської ради від 29 січня 2003 року.

## Опис
Прапор являє собою прямокутне полотнище (співвідношення 2:3) із трьома смугами: малиновою, обтяжену зображенням білого Св. Юрія (2/5 ширини прапора), жовтою (1/5 ширини прапора), синьою (2/5 ширини прапора).

## Кольори
Полотнище корогви та прапора виконане з використанням двох геральдичних кольорів й кольорів двох (шляхетних) металів, що позначають:
- білий (срібло), символ чистоти, добра, безвинності (скромності). У палітрі прапора він відбиває безхмарне, мирне небо, чистоту помислів жителів краю;
- жовтий (золотий), символ багатства, справедливості, великодушності;
- синій, символ краси, м'якості, величі.
- малиновий, символ помірності, щедрості, шляхетності[2].

## Історія

Прапор Ніжинського козачого полку середини 17 ст.

Прапор зроблений з використанням традицій прапорництва середини XVII ст.